# Internacional (política)

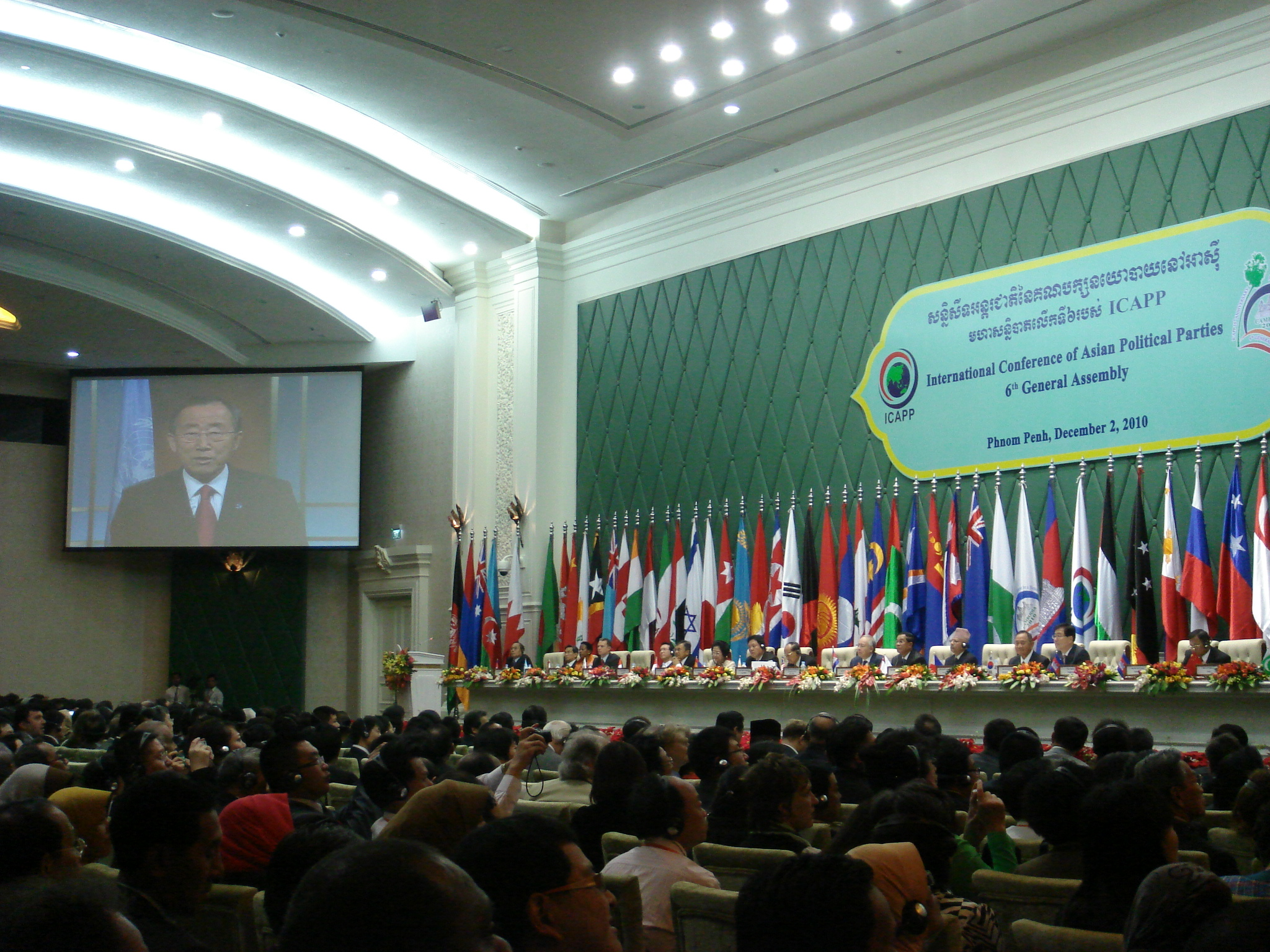
6° Congreso de la Conferencia Internacional de Partidos Asiáticos.

En política, el término internacional designa una asociación internacional de trabajadores o de partidos políticos siguiendo el modelo de la Asociación Internacional de Trabajadores (AIT), fundada en 1864 y también conocida como Primera Internacional o más simplemente como La Internacional.

## Asociaciones internacionales vigentes
| Nombre | Nombre                                                                                      | Ideología                             | Año de fundación                |
| ------ | ------------------------------------------------------------------------------------------- | ------------------------------------- | ------------------------------- |
|        | Internacional Socialista                                                                    | Socialdemocracia Socialismo Laborismo | 1923 (como Obrera y Socialista) |
|        | Internacional Liberal                                                                       | Socioliberalismo                      | 1947                            |
|        | Internacional Demócrata de Centro                                                           | Democracia cristiana                  | 1961                            |
|        | Secretariado Unificado de la IV Internacional                                               | Marxismo Trotskismo                   | 1962                            |
|        | Internacional de Federaciones Anarquistas                                                   | Anarquismo                            | 1968                            |
|        | Unión Internacional Demócrata                                                               | Conservadurismo Social                | 1983                            |
|        | Internacional Humanista                                                                     | Humanismo                             | 1989                            |
|        | Fracción Trotskista - Cuarta Internacional                                                  | Marxismo Trotskismo                   | 1989                            |
|        | Corriente Marxista Internacional                                                            | Marxismo Trotskismo                   | 1992                            |
|        | Conferencia Internacional de Partidos y Organizaciones Marxista-Leninistas (Unidad y Lucha) | Marxismo-leninismo Hoxhaísmo          | 1994                            |
|        | Unidad Internacional de Trabajadoras y Trabajadores - Cuarta Internacional                  | Marxismo Trotskismo Morenismo         | 1996                            |
|        | Encuentro Internacional de Partidos Comunistas y Obreros                                    | Comunismo Marxismo-leninismo          | 1998                            |
|        | Global Verde                                                                                | Ecologismo                            | 2001                            |
|        | Coordinadora por la Refundación de la Cuarta Internacional                                  | Marxismo Trotskismo                   | 2004                            |
|        | Internacional de Partidos Pirata                                                            | Partido Pirata                        | 2010                            |
|        | Alianza Progresista                                                                         | Progresismo                           | 2013                            |
|        | Alianza Internacional de Partidos Libertarios                                               | Libertarismo                          | 2015                            |
|        | Liga Internacional Socialista                                                               | Marxismo Trotskismo                   | 2019                            |
|        | Internacional Progresista                                                                   | Progresismo Socialismo democrático    | 2020                            |
|        | Internacional Feminista                                                                     | Progresismo Feminismo                 | 2022                            |

## Disueltas

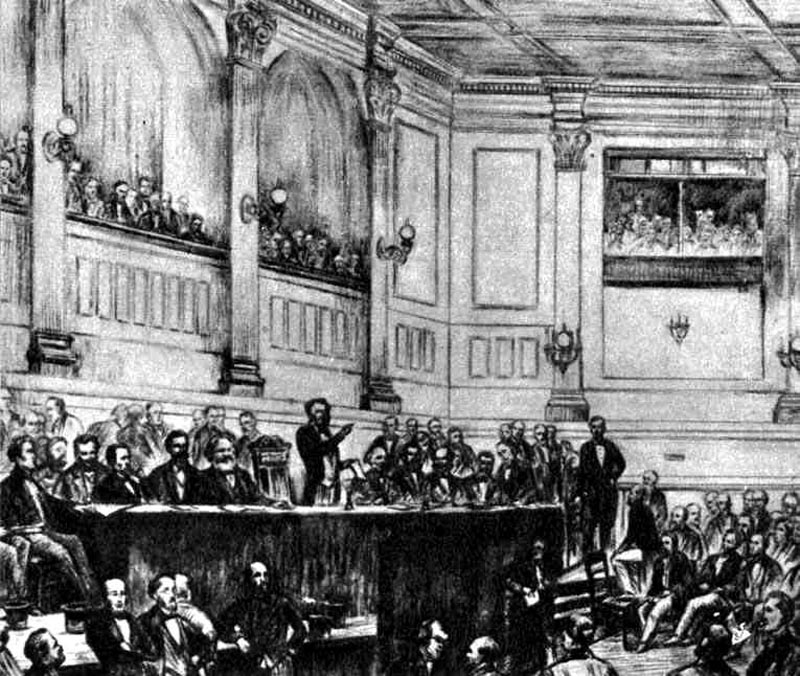
Representación de la fundación de la Primera Internacional.

### Internacionales surgidas de la Asociación Internacional de Trabajadores
- Internacional Obrera (también llamada Segunda Internacional)
- Unión de Partidos Socialistas para la Acción Internacional (también llamada Internacional Dos y medio o Internacional de Viena)
- Internacional Obrera y Socialista (luego convertida en la Internacional Socialista)
- Internacional Comunista (también llamada Komintern o Tercera Internacional)
- Internacional Comunista Obrera (también llamada Cuarta Internacional Obrera)
- Oposición Comunista Internacional
- Cuarta Internacional
- Centro Marxista Revolucionario Internacional

### Otras
- Internacional Situacionista
- Alianza de los Demócratas